# آی‌ان‌اس مولکی
آی‌ان‌اس مولکی (به انگلیسی: INS Mulki) یک کشتی است که طول آن 26  m می‌باشد.